# Беффруа Менена
Беффруа Менена (нидерл. Het belfort van Menen) — башня, расположена на центральной площади западно-фламандского Менена. Беффруа (вместе с другими бельгийскими и французскими) внесена в список всемирного наследия ЮНЕСКО под номером ID 943—017.
Строительство беффруа началось в 1574 году, однако из-за бушевавшей тогда восьмидесятилетней войны уже в 1576 году работы были остановлены. В 1610 году начавшееся незадолго до этого двенадцатилетнее перемирие позволило возобновить работы: на первом ярусе из природного камня был возведен второй из кирпича, который в свою очередь венчал деревянный купол с фонарём. Купол пострадал в ходе осады Менена в 1706 году и после её окончания был заменён третьим, восьмиугольным, ярусом. Третий ярус снова был украшен куполом и фонарём, в свою очередь разрушенными французскими войсками в 1794 году. Беффруа была восстановлена только в 1828 году, когда был добавлен ещё один восьмиугольный ярус с балюстрадой.
В нише беффруа находится скульптура, изображающая Бичевание Христа.
В беффруа также находится карильон. Первый карильон с 18 колоколами появился в Менене уже в 1616 году; сегодняшний карильон (1962 г.) насчитывает 49 колоколов, общей массой около 5 тонн.
К беффруа примыкает здание ратуши.